# روب باتلر
روب باتلر (بالإنجليزية: Rob Butler)‏ هو لاعب كرة قاعدة أمريكي، ولد في 10 أبريل 1970 في إيست يورك ‏ في كندا.

## وصلات خارجية
- روب باتلر على موقع دوري كرة القاعدة الرئيسي (الإنجليزية)
- روب باتلر على موقعبيزبول رفرنس.كوم (الدوري الرئيسي) (الإنجليزية)
- روب باتلر على موقعبيزبول رفرنس.كوم (الدوري الثانوي) (الإنجليزية)
- روب باتلر على موقع إي إس بي إن.كوم (أم.أل.بي) (الإنجليزية)
- روب باتلر على موقع مشجعي الرسوم البيانية (الإنجليزية)
- روب باتلر على موقع أوليمبيديا (الإنجليزية)